# Däulet Turlychanow
Däulet Bolatuly Turlychanow (* 18. November 1963 in Georgijewka, Gebiet Ostkasachstan, Kasachische SSR) ist ein ehemaliger sowjetischer bzw. kasachischer Ringer. Er war 1989 Weltmeister und gewann bei den Olympischen Spielen 1988 eine Silbermedaille jeweils im griechisch-römischen Stil im Weltergewicht.

## Werdegang
Däulet Turlychanow begann als Jugendlicher 1976 mit dem Ringen. Sein erster Trainer war sein Vater Bolat Turlychanow. Nach ersten größeren Erfolgen auf nationaler Ebene ging er zur Roten Armee und wurde Mitglied von ZSKA Moskau. Sein Trainer war dort Alexander Lebedew. Etwas später kam er dann in der sowjetischen Nationalmannschaft in die Hände des Cheftrainers Gennadi Sapunow, der ihn zu einem Weltklasseringer im griechisch-römischen Stil formte.
Im Jahre 1986 wurde er erstmals sowjetischer Meister im Weltergewicht. Im gleichen Jahr wurde er auch schon bei einigen internationalen Turnieren eingesetzt. Unter anderem rang er beim Großen Preis der Bundesrepublik Deutschland in Freiburg und belegte dort im Weltergewicht hinter seinem Landsmann Michail Mamiaschwili, dem Schweden Roger Tallroth und Raimund Feser aus Freiburg den 4. Platz.
1987 folgte sein erster Start bei einer internationalen Meisterschaft, der Europameisterschaft in Tampere. Er wurde dort auf Anhieb Europameister vor dem Finnen Jouko Salomäki und dem Bulgaren Dobri Marinow. Bei der Weltmeisterschaft des gleichen Jahres in Clermont-Ferrand verlor er gegen Jouko Salomäki und belegte hinter diesem und dem Polen Józef Tracz den 3. Platz. Noch im gleichen Jahr traf Däulet Turlychanow beim FILA-Grand-Prix-Finale in Budapest zum dritten Mal innerhalb eines Jahres auf Jouko Salomäki. Dabei siegte er zum zweiten Mal und gewann dieses Turnier.
Im Jahre 1988 wurde Däulet Turlychanow bei den Olympischen Spielen in Seoul eingesetzt. Im Weltergewicht gewann er dabei hinter dem Südkoreaner Kim Young-nam die Silbermedaille. In der Fachzeitschrift Der Ringer Nr. 10/1988 heißt es zu dem Kampf auf Seite 5: „Im Weltergewicht wurde der Sowjetmensch Däulet Turlykanow um die Goldmedaille betrogen. Nicht, dass der Koreaner Kim Young-nam der Goldmedaille unwürdig gewesen wäre, aber sie wurde ihm geschenkt.“" Es ist aber kein Geheimnis, dass bei diesen Spielen vor allem im Ringen und Boxen die Kampfgerichte sehr seltsame, aber immer zugunsten der südkoreanischen Sportler ausgehende, Entscheidungen trafen.
Im Jahre 1989 feierte Däulet Turlychanow dann bei der Weltmeisterschaft in Martigny/Schweiz den größten Erfolg seiner Laufbahn, denn er wurde Weltmeister im Weltergewicht vor Anton Arghira aus Rumänien und Peter Tenew aus Bulgarien.
In den Jahren 1990 bis 1994 geriet er in den Trubel der politischen Entwicklung in der Sowjetunion. In diesen Jahren brach das festgefügte Sportsystem der Sowjetunion weitgehend zusammen, was zur Folge hatte, dass die Sportler vorübergehend wegen mangelnder Trainingsmöglichkeiten enorme Leistungsrückgänge zu verzeichnen hatten. Auch Däulet Turlychanow erging es so. Bei der Weltmeisterschaft 1990 fehlte er, weil er bei der sowjetischen Meisterschaft im Weltergewicht gegen Mnazakan Iskandarjan verloren hatte. Bei der Weltmeisterschaft 1991 in Warna verlor er, erstmals im Mittelgewicht startend, gegen Todor Angelow aus Bulgarien knapp nach Punkten und gegen den Schweden Magnus Fredriksson durch Disqualifikation. Damit kam er nur auf den 9. Platz.
Trotzdem gewann Däulet Turlychanow bei den Olympischen Spielen 1992 in Barcelona im Mittelgewicht für die Gemeinschaft Unabhängiger Staaten (GUS) startend, hinter Peter Farkas aus Ungarn und Piotr Stępień aus Polen wieder eine Medaille, die bronzene.
Nach dem endgültigen Zerfall der Sowjetunion und der Auflösung der GUS entschied sich Däulet Turlychanow ab 1993 für Kasachstan zu starten. Für dieses Land gewann er bei der Weltmeisterschaft in Stockholm im Mittelgewicht hinter dem neuen türkischen Superstar Hamza Yerlikaya die WM-Silbermedaille. Daneben engagierte sich Däulet Turlychanow in den nächsten Jahren sehr intensiv um den Ringersport in Kasachstan. Er gründete in Alma-Ata (heute Almaty) einen eigenen Ringerverein, in dem er die ringerischen Kräfte dieses Landes bündelte. Außerdem holte er seinen ehemaligen Trainer in der sowjetischen Ringernationalmannschaft Gennadi Sapunow nach Almaty, der das Training der kasachischen Ringer im griech.-römischen Stil übernahm. Nach dem Ende seiner sportlichen Laufbahn 1997 übernahm Däulet Turlychanow dieses Amt dann selbst.
In den Jahren von 1994 bis 1997 war er aber noch selbst als Ringer aktiv und wurde 1994 in Hiroshima Sieger bei den Asienspielen und 1995 in Manila und 1996 in Xianshan/China Sieger bei den Asienmeisterschaften, jeweils im Mittelgewicht. Bei der Weltmeisterschaft 1995 in Prag erreichte er im Mittelgewicht den 6. Platz und konnte dort im Kampf um den Einzug in die Endrunde gegen den Deutschen Thomas Zander wegen einer Verletzung nicht mehr antreten. Bei den Olympischen Spielen 1996 in Atlanta gelangen ihm fünf Siege. Er verlor aber gegen Hamza Yerlikaya, der ihn bei seinem Punktsieg mit 7:0 technischen Punkten klar beherrschte und gegen Waleri Zilent aus Belarus und verpasste damit knapp eine Medaille. Letztlich landete er auf dem undankbaren 4. Platz.
Nach dem Ende seiner Ringerkarriere 1997 wurde er Nationaltrainer von Kasachstan im griech.-röm. Stil. Außerdem betätigte er sich in der Politik und brachte es dabei bis zum Minister für Touristik und Sport von Kasachstan. Seit 2006 gehört er dem FILA-Büro (Ringer-Weltverband) als Mitglied an und ist dort zuständig für die weltweite Trainerausbildung.

## Internationale Erfolge
| Jahr | Platz  | Wettbewerb                            | Gewichtsklasse | |
| 1986 | 4.     | Großer Preis der BRD in Freiburg      | Welter         | hinter Michail Mamiaschwili, UdSSR, Roger Tallroth, Schweden u. Raimund Feser, BRD, vor Andreas Lemke, DDR u. Martial Mischler, Frankreich |
| 1986 | 1.     | Welt-Cup in Oak Lawn/USA              | Welter         | vor Gyula Erdelyi, Ungarn u. David Butler, USA |
| 1987 | 1.     | Großer Preis der BRD in Aschaffenburg | Welter         | vor Andreas Lemke, Timo Niemi, Finnland, Udo Ruggaber, BRD u. Dan Podlesek, Dänemark |
| 1987 | 1.     | EM in Tampere                         | Welter         | vor Jouko Salomäki, Finnland, Dobri Marinow, Bulgarien u. Roger Tallroth |
| 1987 | 3.     | WM in Clermont-Ferrand                | Welter         | hinter Jouko Salomäki u. Józef Tracz, Polen, vor Dobri Marinow u. Mirko Jahn, DDR |
| 1987 | 1.     | FILA-Grand-Prix-Gala in Budapest      | Welter         | vor Jouko Salomäki, Józef Tracz, Dobri Marinow u. Roger Tallroth |
| 1988 | Silber | OS in Seoul                           | Welter         | hinter Kim Young-nam, Südkorea, vor Józef Tracz, Janus Takacs, Ungarn u. Martial Mischler |
| 1989 | 1.     | WM in Martigny/Schweiz                | Welter         | vor Anton Arghira, Rumänien, Peter Tenew, Bulgarien, Udo Ruggaber u. Martial Mischler |
| 1990 | 1.     | Welt-Cup in Göteborg                  | Mittel         | vor John Morgan, USA, Magnus Fredriksson, Schweden u. Nasser Khalili, Ägypten |
| 1991 | 9.     | WM in Warna                           | Mittel         | Sieger: Peter Farkes, Ungarn vor Todor Angelow, Bulgarien u. Goran Kasum, Jugoslawien; Däulet Turlychanow verlor gegen Todor Angelow, Bulgarien und Magnus Fredriksson, Schweden                                                                                             |
| 1992 | Bronze | OS in Barcelona                       | Mittel         | hinter Peter Farkas u. Piotr Stępień, Polen, vor Magnus Fredriksson u. Timo Niemi |
| 1993 | 2.     | WM in Stockholm                       | Mittel         | hinter Hamza Yerlikaya, Türkei, vor Murat Kardanow, Russland, Waleri Zilent, Belarus u. Peter Farkas; Däulet Turlychanow führte im Finale gegen Hamza Yerlikaya bis eine Minute vor Schluss mit 1:0 Punkten, gab aber in der Schlussminute noch sechs Punkte an Yerlikaya ab |
| 1994 | 1.     | Asienspiele in Hiroshima              | Mittel         | vor Raatbek Sanatbajew, Kirgisistan u. Kim Yeon-Soo, Südkorea |
| 1995 | 1.     | Asienmeisterschaft in Manila          | Mittel         | vor Ueon Jin-Han, Südkorea u. Rozy Redjepow, Turkmenistan |
| 1995 | 6.     | WM in Prag                            | Mittel         | hinter Hamza Yerlikaya, Gotcha Ziziaschwili, Israel, Thomas Zander, Deutschland, Sergei Zwir, Russland u. Alexander Pekalo, Belarus |
| 1996 | 1.     | Asienmeisterschaft in Xianshan/China  | Mittel         | vor Park Myung-Suk, Südkorea u. Eaatbek Sanatbajew |
| 1996 | 4.     | OS in Atlanta                         | Mittel         | mit Siegen über Elias Antonio Marcano Tochod, Venezuela, einer Niederlage gegen Hamza Yerlikaya, Siege über Tuomo Karila, Finnland, Raatbek Sanatbajew, Lewon Geghamjan, Armenien u. Gotcha Ziziaschwili u. einer Niederlage gegen Waleri Zilent, Belarus                    |
| 1997 | 3.     | Ost-Asien-Spiele in Busan             | Mittel         | hinter Park Myung-Suk, Südkorea u. Agwaansamdangiin Süchbat, Mongolei |

## Sowjetische Meisterschaften
| Jahr | Platz | Gewichtsklasse | Ergebnisse                                           |
| 1986 | 1.    | Welter         | vor Alexander Kudrjawzew und Waleri Bogdanjok        |
| 1987 | 1.    | Welter         | vor Magomedrasin Battanow und Alexander Koudraschkin |
| 1988 | 1.    | Welter         | vor Alexander Koudraschkin und S. Magomedow          |
| 1989 | 1.    | Welter         | vor Bisolt Dezijew und Wiktor Mamiaschwili           |
| 1990 | 1.    | Mittel         | vor Sergei Nassewitsch und Begi Darschja             |
| 1991 | 1.    | Mittel         | vor A. Awakjan und A. Alexanjan                      |

Erläuterungen
- alle Wettkämpfe im griechisch-römischen Stil
- OS = Olympische Spiele, WM = Weltmeisterschaft, EM = Europameisterschaft
- Weltergewicht, bis 74 kg, Mittelgewicht, bis 1996 bis 82 kg, ab 1997 bis 85 kg Körpergewicht